# Galoisova grupa
Galoisova grupa je pojem z algebry. Je to grupa definována pro těleso a jeho konečné rozšíření. Studium rozšíření těles pomocí Galoisovy grupy souvisí s Galoisovou teorií, která vznikla jako nástroj pro popis řešení polynomiálních rovnic. Historicky stál u zrodu této teorie Évariste Galois, který je považován za zakladatele teorie grup.

## Definice
Nechť {\displaystyle E} je rozšíření tělesa {\displaystyle F} (zapisuje se jako {\displaystyle E/F}). Automorfizmus {\displaystyle E/F} je takový automorfizmus {\displaystyle \alpha } tělesa {\displaystyle E}, který zachovává všechny prvky {\displaystyle F}, tj. {\displaystyle \alpha (x)=x} pro každé {\displaystyle x\in F}. Množina všech automorfizmů {\displaystyle E/F} spolu s operací skládání tvoří grupu, která se nazývá Galoisova grupa. Značí se {\displaystyle Gal(E/F)}, anebo {\displaystyle Aut(E/F)}.

## Příklady
- {\displaystyle Gal(\mathbb {C} /\mathbb {R} )} obsahuje dva prvky: identitu a komplexní sdružení.
- Nechť {\displaystyle F=\mathbb {Q} } je těleso racionálních čísel a {\displaystyle E=\mathbb {Q} ({\sqrt {2}})=\{a+b{\sqrt {2}};\,\,a,b\in \mathbb {Q} \}}. Pak {\displaystyle Gal(E/F)} obsahuje identitu a zobrazení {\displaystyle a+b{\sqrt {2}}\mapsto a-b{\sqrt {2}}}.
- Nechť {\displaystyle p} je prvočíslo a {\displaystyle E=GF(p^{n})} je Galoisovo těleso o {\displaystyle p^{n}} prvcích, {\displaystyle F\simeq GF(p)} jeho nejmenší podtěleso. Pak {\displaystyle Gal(E/F)} je cyklická grupa řádu {\displaystyle p}.
- Nechť {\displaystyle p} je ireducibilní polynom s racionálními koeficienty stupně {\displaystyle n}, {\displaystyle E} jeho rozkladové těleso a nechť {\displaystyle p} má v {\displaystyle E} právě dva nereálné kořeny. Pak {\displaystyle Gal(E/F)} (někdy se také nazývá Galoisova grupa polynomu {\displaystyle p}) je izomorfní symetrické grupě {\displaystyle S_{n}}. Její prvky permutují kořeny polynomu {\displaystyle p}.

## Vlastnosti
Fundamentální věta Galoisovy teorie tvrdí, že podgrupy Galoisovy grupy odpovídají mezitělesům {\displaystyle F\subseteq X\subseteq E}. Tato korespondence přiřadí podgrupě {\displaystyle H} podtěleso {\displaystyle E}, které je fixováno touto podgrupou.
V případě nekonečného rozšíření {\displaystyle E/F} uvažujeme v této korespondenci pouze uzavřené podgrupy vůči tzv. Krollově topologii.
Galoisovy grupy se začaly zkoumat v souvislosti se snahou řešit polynomiální rovnice vyššího stupně pomocí sčítání, odčítání, násobení, dělení a odmocnin racionálních čísel a koeficientů daného polynomu. Takové řešení existuje právě když Galoisova grupa polynomu je řešitelná.